# Миронов, Анатолий Михайлович
Анатолий Михайлович Миронов (15 ноября 1936, Баку — 31 мая 2014, Краснодар) — советский футболист, нападающий.

## Биография
Начинал играть в футбол в бакинском «Нефтянике». Армейскую службу проходил в 1958—1959 годах в тбилисском СКВО. 1960 год начал в «Нефтянике», в чемпионате СССР провёл 13 игр, забил два гола. Затем перешёл в «Труд» Воронеж, но за команду, победившую в классе «Б», не сыграл ни одного матча. С 1961 года — в команде класса «Б» «Цемент» Новороссийск. Перед окончанием зонального турнира 1962 года Миронов был переведён в краснодарский «Спартак», в составе которого стал победителем турнира, однако в связи с реорганизацией первенства команда, переименованная в «Кубань», не получила повышения в классе. 1963 год Миронов завершил в «Цементе», следующий провёл в луганской «Заре». С 1965 года снова стал играть за «Кубань». В 1966 году забил 13 голов, четыре из них — в матче с «Шираком».
Работал тренером в «Кубани» (1969—1971), «Станкостроителе», «Цементе», «Динамо» Краснодар (1998), был детским тренером.
Скончался 31 мая 2014 в возрасте 77 лет.